# Landdagsvalget i Slesvig-Holsten 2022
Landdagsvalget 2022 i den nordtyske delstat Slesvig-Holsten fandt sted søndag, d. 8. maj 2022. 

## Baggrund
Delstaten har siden 1999 en såkaldt to-stemmers-valgret (lige som ved forbundsvalget). Med den første stemme afgør vælgerne, hvem af de lokale partikandidater kan vinde valgkredsen. Der er 35 valgkredse i Slesvig-Holsten. Den kandidat, som vinder flest stemmer i valgkredsen, bliver direkte valgt ind i landdagen. Med den anden stemme stemmer vælgerne på partiernes landsliste. Antallet af andenstemmerne er i sidste ende afgørende, hvordan landdagen sammensættes. Opnår et parti flere mandater med førstestemmerne, end det har krav på ud fra andenstemmerne, så opstår tillægs- og udligningsmandater. Der er en spærregrænse på 5 procent, som partierne fra den danske folkedel i landsdelen Sydslesvig er fritaget for. De må dog mindst opnå så mange stemmer, som er nødvendige for et mandat. Der skal vælges hvert femte år.
Det seneste landdagsvalg blev afholdt den 7. Mai 2017, hvor CDU med Daniel Günther i spidsen blev det største parti med 32,0 % og 25 mandater. Det næststørste parti blev socialdemokraterne med 27,3 % og 21 mandater. De Grønne fik 12,9 %, FDP 11,5 % og Sydslesvigsk Vælgerforening (SSW) 3,3 % af stemmerne. AfD kom ind i delstatsparlamentet for første gang. Derimod mistede piraterne sine pladser. Efterfølgende dannede CDU sammen med De Grønne og det liberale FDP en koalitionsregering og Daniel Günther blev ministerpræsident. Det var den første såkaldte jamaica-koalition i en tysk delstat.

## Resultatet af valget
CDU, der ledte en koalitionsregering med De Grønne og det liberale FDP fra 2017 til 2022, fik 43,4 procent af stemmerne og 34 mandater. Det var en fremgang på 11,4 procentpoint i forhold til det seneste valg i 2017. Også De Grønne vandt frem og gik fra 12,9 procent i 2017 til nu 18,3 procent og 14 mandater, mens de slesvig-holstenske socialdemokrater led et nederlag og fik kun 16 procent og 12 mandater. Også det liberale FDP mistede stemmer og gik fra 11,5 i 2017 til nu 6,4 procent og 5 mandater. Sydslesvigsk Vælgerforening (SSW) nåede med 5,7 % og 4 mandater sit historisk bedste resultat. Det højrepopulistiske AfD fik 4,4 procent og røg dermed ud af Landdagen i Kiel, hvor spærregrænsen er på fem procent. Venstrepartiet Die Linke fik kun 1,7 procentpoint. Valgdeltagelsen faldt til 60,4 procent
| Partier               |  | spidskandidat       | %    | +/-   | Mandater |
| CDU                   |  | Daniel Günther      | 43,4 | +11,4 | 34       |
| SPD                   |  | Thomas Losse-Müller | 16,0 | -11,3 | 12       |
| Bündnis 90/Die Grünen |  | Monika Heinold      | 18,3 | +5,4  | 14       |
| FDP                   |  | Bernd Buchholz      | 6,4  | -5,1  | 5        |
| SSW                   |  | Lars Harms          | 5,7  | +2,4  | 4        |
| AfD                   |  | Jörg Nobis          | 4,4  | -1,5  | -        |
| Die Linke             |  | Susanne Spethmann   | 1,7  | -2.7  | -        |

## Spidskandidater 2022
|                |                     |                |                |            |            |                   |
| Daniel Günther | Thomas Losse-Müller | Monika Heinold | Bernd Buchholz | Jörg Nobis | Lars Harms | Susanne Spethmann |
| CDU            | SPD                 | De Grønne      | FDP            | AfD        | SSW        | Die Linke         |

## Valgresultat 2017
| Partier               |  | spidskandidat    | %    | +/-  | Mandater |
| CDU                   |  | Daniel Günther   | 32   | +1,2 | 25       |
| SPD                   |  | Torsten Albig    | 27,3 | -3,1 | 21       |
| Bündnis 90/Die Grünen |  | Monika Heinold   | 12,9 | -0,3 | 10       |
| FDP                   |  | Wolfgang Kubicki | 11,5 | +3,3 | 9        |
| AfD                   |  |                  | 5,9  | +5,9 | 5 (nu 3) |
| Die Linke             |  |                  | 3,8  | +1,5 |          |
| SSW                   |  | Lars Harms       | 3,3  | -1,3 | 3        |
| Piraterne             |  | Patrick Beyer    | 1,2  | -7,0 |          |